# Jean Piel
Jean Piel (Saint-Martin-de-Fresnay, 28 gennaio 1902 – Yerres, 1º gennaio 1996) è stato uno scrittore, editore e filosofo francese.

## Biografia
Nato nel Calvados, frequentò il liceo a Le Havre, dove strinse amicizia, tra gli altri, con Jean Dubuffet, Georges Limbour e Raymond Queneau.
Si sposò con Simone Maklès, e attraverso la sua rete di parentele si trovò immerso nella temperie culturale parigina dell'epoca, quella surrealista in particolare. Delle sorelle di Simone, infatti, Rose e Bianca erano mogli rispettivamente del pittore André Masson e dello scrittore Théodore Fraenkel, entrambi legati al movimento fondato da André Breton. Un'altra sorella di Simone, Sylvia, era sposata con lo scrittore Georges Bataille (in seguito convolerà a nozze con lo psicanalista Jacques Lacan), un intellettuale che assumerà presto un ruolo di primo piano nella vicenda umana e filosofica di Piel.
Durante il secondo conflitto mondiale fu fatto prigioniero per un anno; dopo la guerra ebbe ruoli amministrativi nel mezzogiorno francese, impiegato nella zona di Marsiglia e nel Poitou-Charentes, prima di assurgere alla carica di Ispettore Generale dell'Economia Nazionale.
Alla pluridecennale esperienza amministrativa Piel accostò l'impegno editoriale, cofondatore nel 1946, assieme all'amico Bataille, della rivista Critique. I suoi primi articoli vertevano su grandi nomi dell'economia quali Keynes e Schumpeter. Nel 1950 fu tra gli artefici del passaggio di Critique alle Éditions de Minuit, proteso - secondo le parole di Bataille - ad aprire la rivista al grande pubblico. Il giornale gli permise di pubblicare gli autori emergenti del Nouveau Roman, come Robbe-Grillet, che si sarebbero affermati in breve tempo nel panorama letterario dell'epoca.
Alla morte di Bataille (1962), Piel assunse la direzione del periodico, mantenendola fino alla morte. La Critique si allineò alle tendenze filosofiche avanguardiste, vicina al pensiero di autori come Jacques Derrida, Gilles Deleuze o Michel Foucault, membro quest'ultimo, assieme a Roland Barthes, del consiglio di redazione. La rivista si occupò principalmente di letteratura, filosofia e scienze umane in genere, diretta da un intellettuale secondo il quale - così affermò nel 1954 - la critica aveva il compito di tramandare le opere più originali, il pensiero che meglio si associasse al gusto e alle esigenze di un'epoca.
Nonostante fosse legato a numerosi personaggi di ispirazione comunista, Piel non volle mai appartenere ad un partito politico, determinato a mantenere la propria indipendenza. Nel 1982 pubblicò la propria autobiografia, La Rencontre et la Différence. Dopo la sua morte Antoine Compagnon scrisse sulla Critique un articolo in sua memoria.

## Opere
- La Fortune américaine et son destin, Paris, Éditions de Minuit, 1948
- La Rencontre et la Différence, Paris, Fayard, 1982